# Pico de Mariola
Pico de Mariola är en bergstopp i Spanien.   Den ligger i provinsen Província de Lleida och regionen Katalonien, i den nordöstra delen av landet, 500 km nordost om huvudstaden Madrid. Toppen på Pico de Mariola är 2 495 meter över havet, eller 105 meter över den omgivande terrängen. Bredden vid basen är 0,57 km.
Terrängen runt Pico de Mariola är huvudsakligen bergig, men den allra närmaste omgivningen är kuperad. Trakten runt Pico de Mariola är nära nog obefolkad, med mindre än två invånare per kvadratkilometer. Närmaste större samhälle är Espot, 18,4 km sydväst om Pico de Mariola. Trakten runt Pico de Mariola består i huvudsak av gräsmarker.